# Elecciones presidenciales de Guinea Ecuatorial de 1996
Las elecciones presidenciales se llevaron a cabo en Guinea Ecuatorial el 25 de febrero de 1996. A pesar de que el país ya no era un estado unipartidista, la oposición boicoteó la elección, pero sus nombres se mantuvieron en las papeletas. Como resultado, Teodoro Obiang fue reelegido con el 97.85% de los votos. La participación electoral fue del 79.8%.

## Desarrollo
A principios de enero de 1996 Obiang convocó de forma anticipada elecciones presidenciales que se celebrarían en seis semanas y en donde el Presidente se presentaría a la reelección por el Partido Democrático de Guinea Ecuatorial (PDGE). También recibió el apoyo de la Unión Democrática Nacional (Udena), el Partido Social Demócrata (PSD), la Convención Liberal Democrática (CLD), el Partido Liberal (PL) y la Unión Democrática Social (UDS). La oposición intentó convencer a Obiang de retrasar los comicios, sin éxito.
No se permitió participar en el proceso electoral al candidato de la Plataforma de Oposición Conjunta (POC), Amancio Nsé, utilizando para ello una ley electoral hecha a medida del presidente. Tras la disolución de la POC por parte de las autoridades a comienzos de 1996, la oposición se presentó dividida a los comicios presidenciales.
La campaña se vio empañada por denuncias de fraude, y los candidatos opositores denunciaron su incapacidad de acceder a los medios de comunicación y desplazarse libremente por el país para hacer campaña.  Finalmente todos los candidatos de la oposición, a excepción de Secundino Oyono de la CSDP, se retiraron en la última semana.
Las elecciones presidenciales de 1996 fueron fuertemente cuestionadas internacionalmente; los observadores internacionales coincidieron en que la elección no fue libre ni justa.
Para contrarrestar las críticas, Obiang invitó a la formación de un nuevo gobierno en el que figuras de la oposición ocuparan algunos cargos menores.
Obiang fue investido para un nuevo mandato presidencial el 15 de marzo.

## Resultados
| Candidato                      | Partido                                   | Votos   | %    |
| ------------------------------ | ----------------------------------------- | ------- | ---- |
| Teodoro Obiang Nguema Mbasogo  | Partido Democrático de Guinea Ecuatorial  | 179,592 | 97.8 |
| Secundino Oyono Edú-Aguong Ada | Convergencia Social Democrática y Popular | 1,349   | 0.7  |
| Andrés Moisés Mba Ada          | Unión Popular                             | 1,135   | 0.6  |
| Severo Moto Nsá                | Partido del Progreso de Guinea Ecuatorial | 1,017   | 0.5  |
| Buenaventura Monsuy Asumu      | Partido de la Coalición Social Demócrata  | 451     | 0.3  |
| Votos anulados                 | Votos anulados                            | 218     | -    |
| Total                          | Total                                     | 183,830 | 100  |
| Fuente: Nohlen et al.          |                                           |         |      |